# Hersilia wellswebberae
Espèce
Hersilia wellswebberae est une espèce d'araignées aranéomorphes de la famille des Hersiliidae.

## Distribution
Cette espèce est endémique du Nord du Territoire du Nord en Australie.

## Description
Le mâle mesure 8,2 mm et la femelle 8,1 mm.

## Étymologie
Cette espèce est nommée en l'honneur de A. Wells et de J. K. Webber.

## Publication originale
- Baehr & Baehr, 1998 : New species and new records of Hersiliidae from Australia (Arachnida: Araneae: Hersiliidae). Sixth supplement to the revision of the Australian Hersiliidae. Records of the Western Australian Museum, vol. 19, no 1, p. 13-28 (texte intégral).